# Victor Emil Janssen
Victor Emil Janssen (Hamburgo, 11 de junio de 1807 - 23 de septiembre de 1845, ibid) fue un pintor alemán del período romántico tardío.

## Biografía
Victor Emil Janssen era hijo ilegítimo de Christine Maria Ahlers (1779–1851), hija de un comerciante de vinos, y de Raetke Karl Janssen (1756–1814), ambos de Hamburgo. Fue alumno de la Escuela Académica del Johanneum en Hamburgo y entre 1823 y 1824 asistió a la escuela de dibujo de Siegfried Bendixen. Se unió al círculo de jóvenes artistas de Hamburgo que se reunían en torno a la familia de pintores Speckter y pertenecían a la "Asociación Cristiana" fundada por Johann Hinrich Wichern. En agosto de 1827 Janssen se trasladó a Múnich a estudiar en la Academia de Bellas Artes de esta ciudad bajo la dirección de Peter von Cornelius y de Julius Schnorr von Carolsfeld. De entre los numerosos jóvenes pintores de Hamburgo presentes en Múnich con los que se relacionó, Janssen estableció una relación especialmente cercana con Karl Koch y Friedrich Wasmann. En el otoño de 1833 viajó a Roma con una beca y vivió allí con Wasmann. Ambos eran artistas cercanos al pintor Friedrich Overbeck y al grupo de artistas alemanes del movimiento artístico conocido como los nazarenos.
Janssen regresó a Múnich a finales de 1833. Allí se agravó su dolencia emocional preexistente, a la que más tarde se sumó una tuberculosis ósea. Su naturaleza melancólica y atormentada lo alejó de su círculo de amigos. Seguía trabajando con Heinrich Maria von Hess en los frescos de la Abadía de San Bonifacio en Múnich, pero tuvo que dejar el trabajo debido a que su enfermedad empeoraba. En 1843 Janssen regresó finalmente a Hamburgo después de destruir la mayor parte de su trabajo antes de marchar, aunque debió de haberle dado algo a Koch. Había legado el trabajo restante a Wasmann, en cuya finca fueron redescubiertas tiempo después.

## Obra
Janssen es considerado el más talentoso de la generación de pintores de Hamburgo de la época romántica tardía, es decir, de aquellos nacidos en la primera década del siglo XIX.
Al haber destruido el artista la mayor parte de sus obras antes de morir, el número de ellas que han llegado a nuestros días es reducido, principalmente dibujos. Las principales obras de Janssen se conservan hoy en la Hamburger Kunsthalle. La obra conocida como Autorretrato frente al caballete, probablemente pintada en Múnich en 1828, revela un enfoque completamente poco convencional en la representación autocrítica y, a pesar de la severidad de la forma, es de la mayor delicadeza pictórica, creando así un icono del autorretrato romántico del artista. Un segundo autorretrato inacabado (desgraciadamente destruido en 1931 en el incendio del Glaspalast de Múnich), con una camisa blanca y una gorra roja, también mostraba la nueva percepción de la realidad y la audacia de los contrastes de color y, por lo tanto, también difería de la suavidad y burguesía Biedermeier de los retratos de Wasmann. Pinturas y bocetos al óleo más pequeños, afortunadamente conservados, confirman el talento original para pintar de Janssen. Los dibujos también son esenciales, característicos por sus líneas delicadas y claras, por su ritmo de trazo tenso y su abstracción. Algunos de sus dibujos incluyen Cristo y María en la mañana de Pascua ("Noli me tangere"), que Lichtwark contó "entre los más bellos de su tiempo", La Huida a Egipto y cabezas de estudio para composiciones religiosas, así como estudios de indumentaria. También están los dibujos de paisajes de Italia (anteriormente atribuidos a Wasmann) que se encuentran en diversas galerías y en propiedad privada, así como dibujos de retratos, autorretratos y estudios de ropa y desnudos.
En el cementerio de Ohlsdorf (Hamburgo), cerca de la entrada principal del camposanto, una tumba colectiva de pintores conmemora a Victor Emil Janssen. Asimismo, una calle de Hamburgo, la Emil-Janßen-Straße, lleva su nombre en honor del pintor.

## Galería

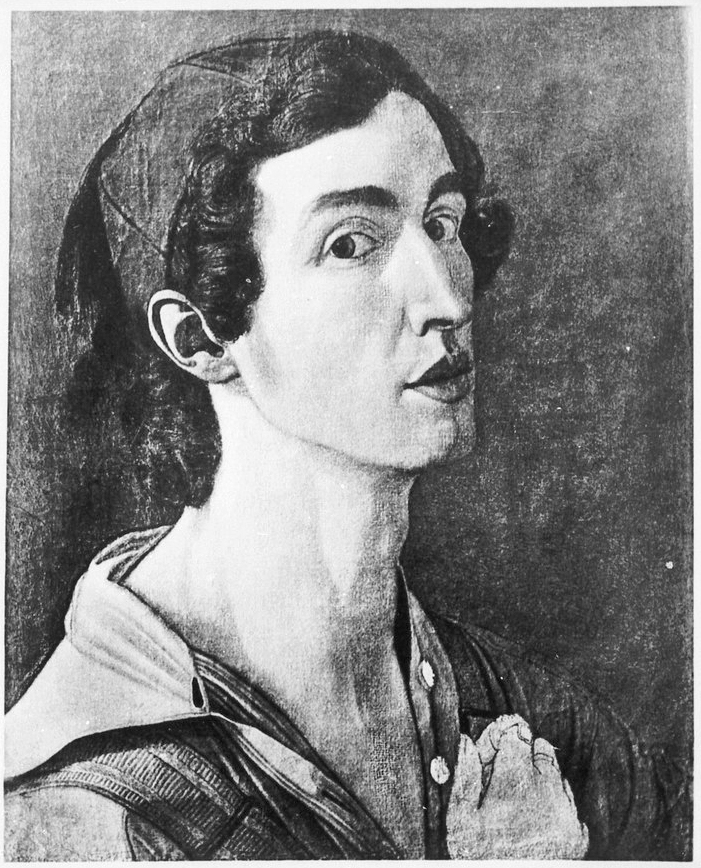
Autorretrato con gorra roja, obra destruida en un incendio en 1931
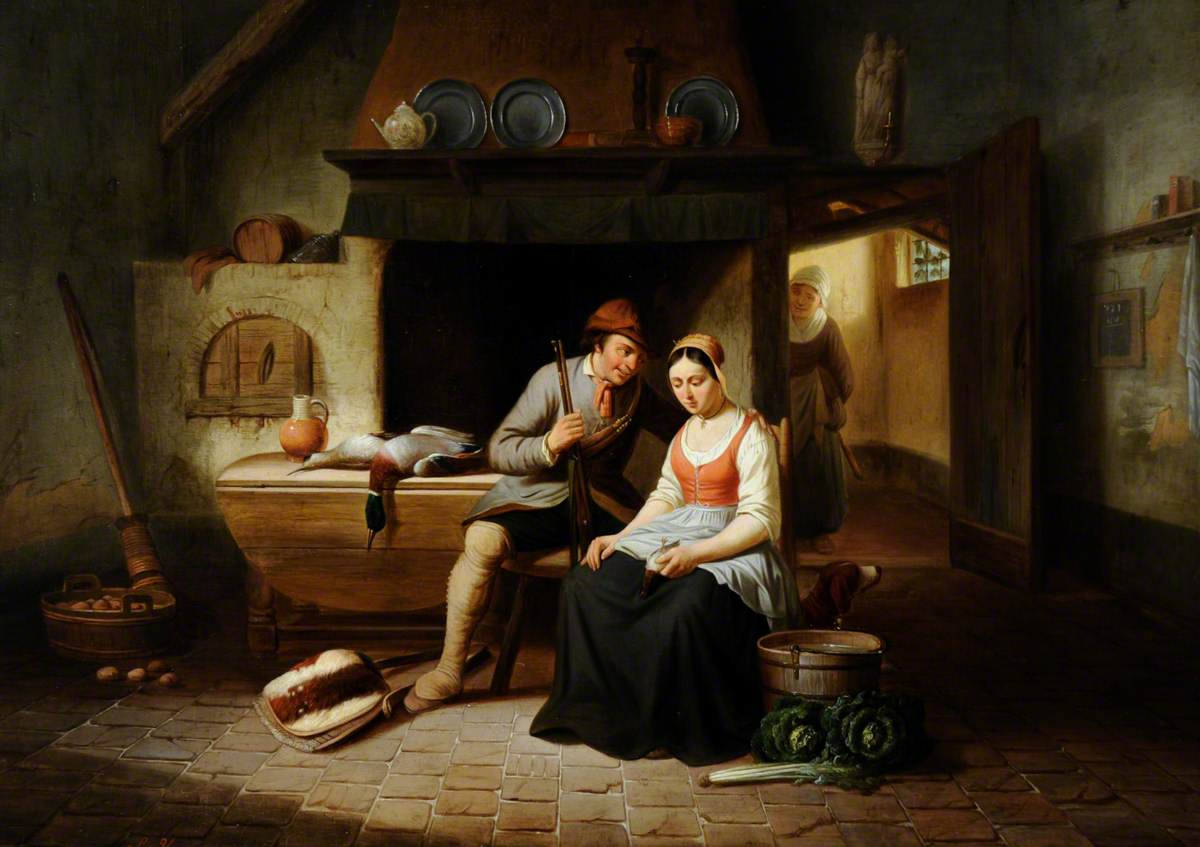
Interior de una casa de campo con un hombre cortejando a una criada,[4] East Riddlesden Hall (National Trust)
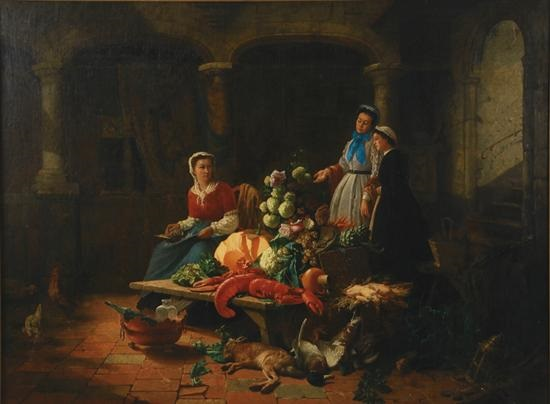
El puesto de caridad,[5] colección privada
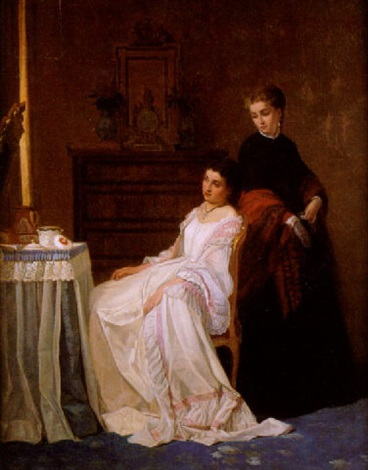
Damas en el tocador,[6] colección privada
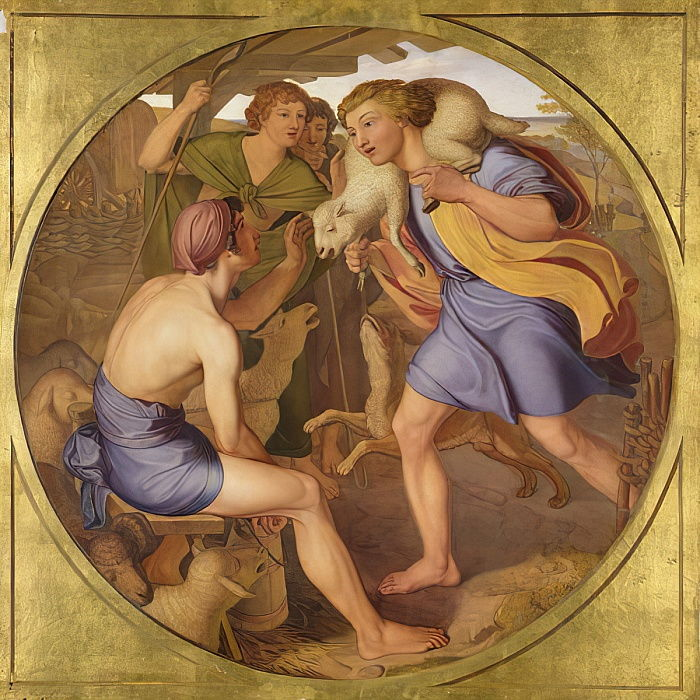
El buen pastor,[7] Hamburger Kunsthalle (Hamburgo)
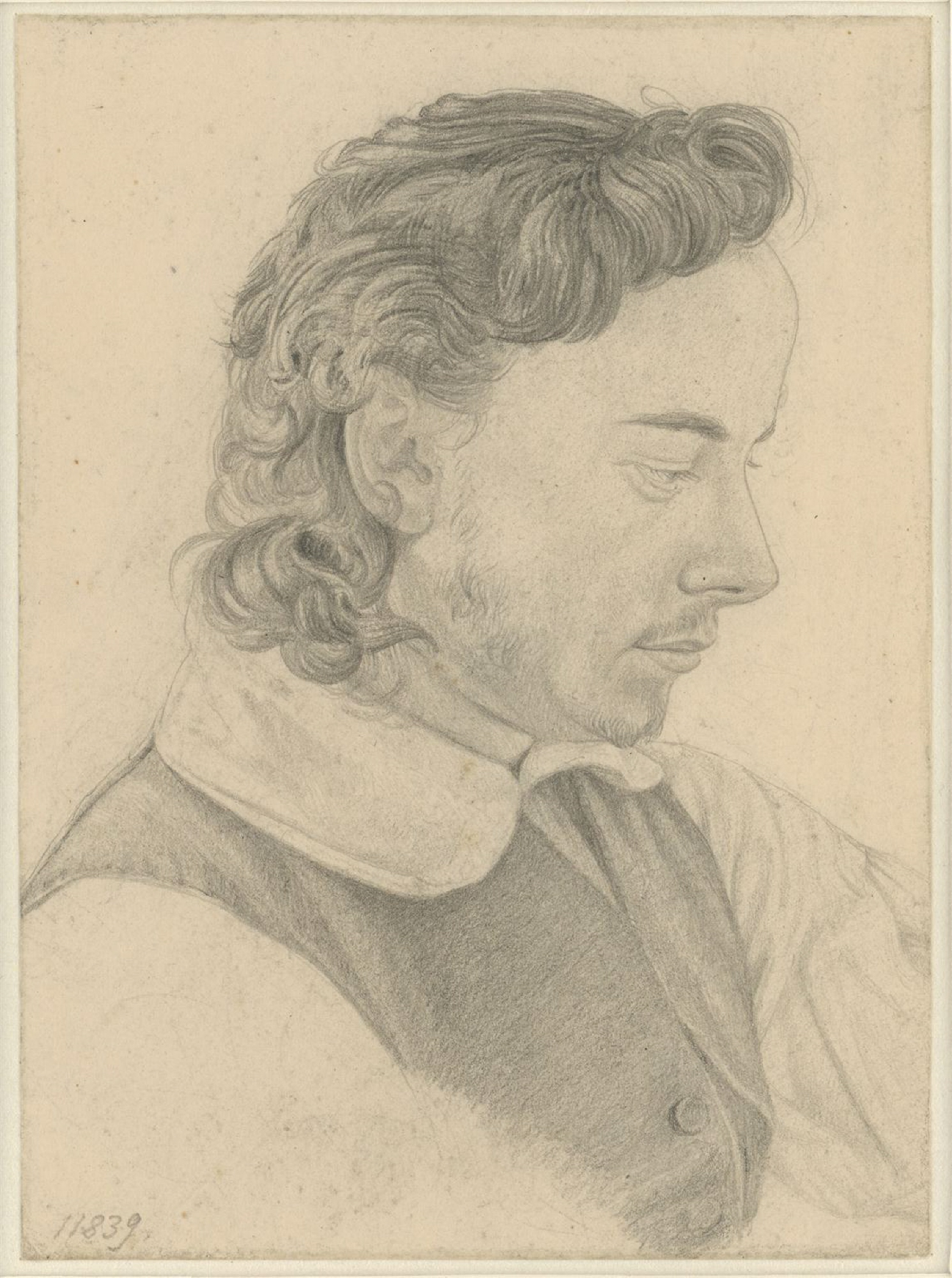
Retrato de Johann Carl Koch,[8] hacia 1828, Hamburger Kunsthalle (Hamburgo)
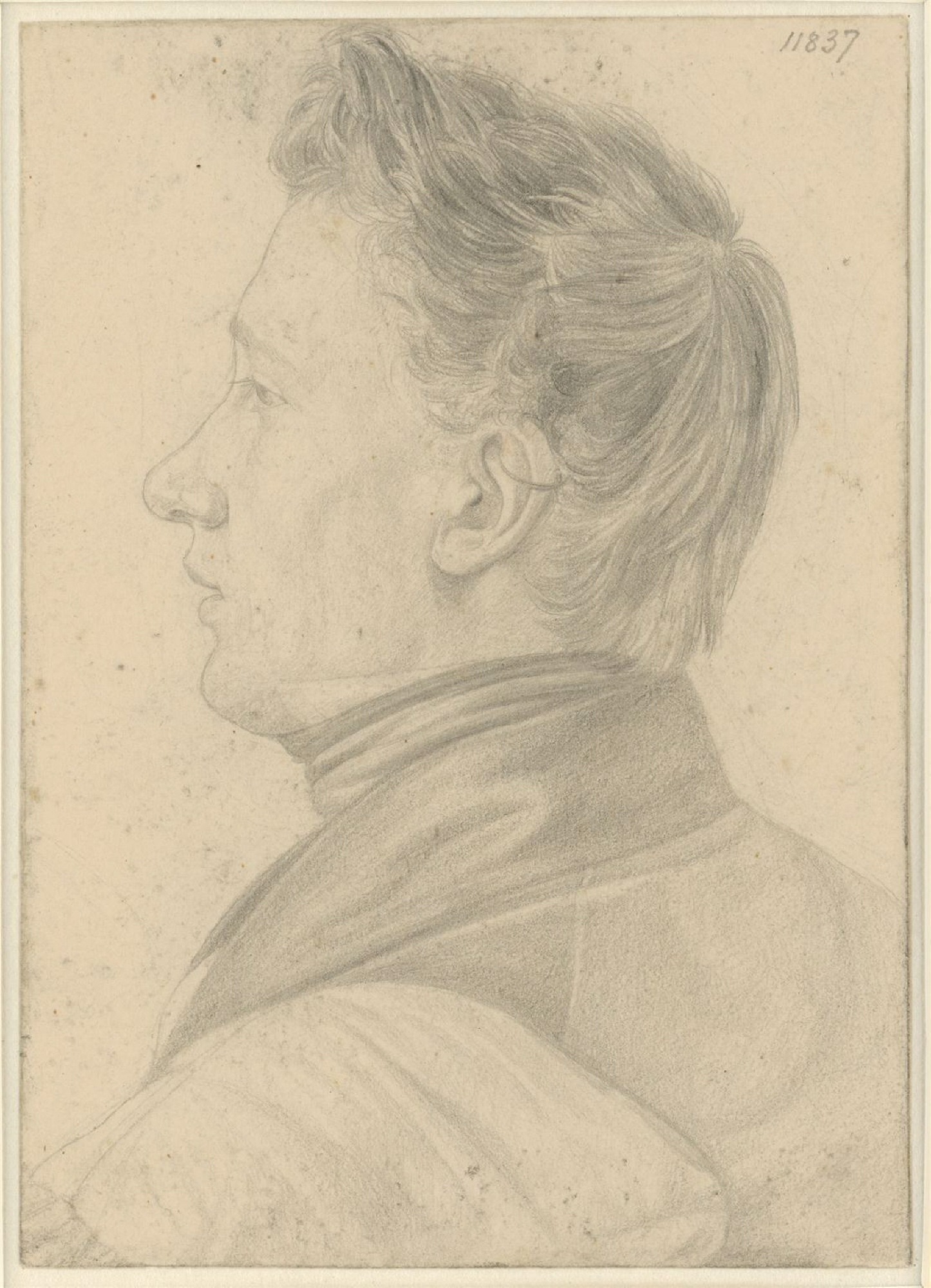
Cabeza de hombre de perfil izquierdo,[9] hacia 1827-1845, Hamburger Kunsthalle (Hamburgo)
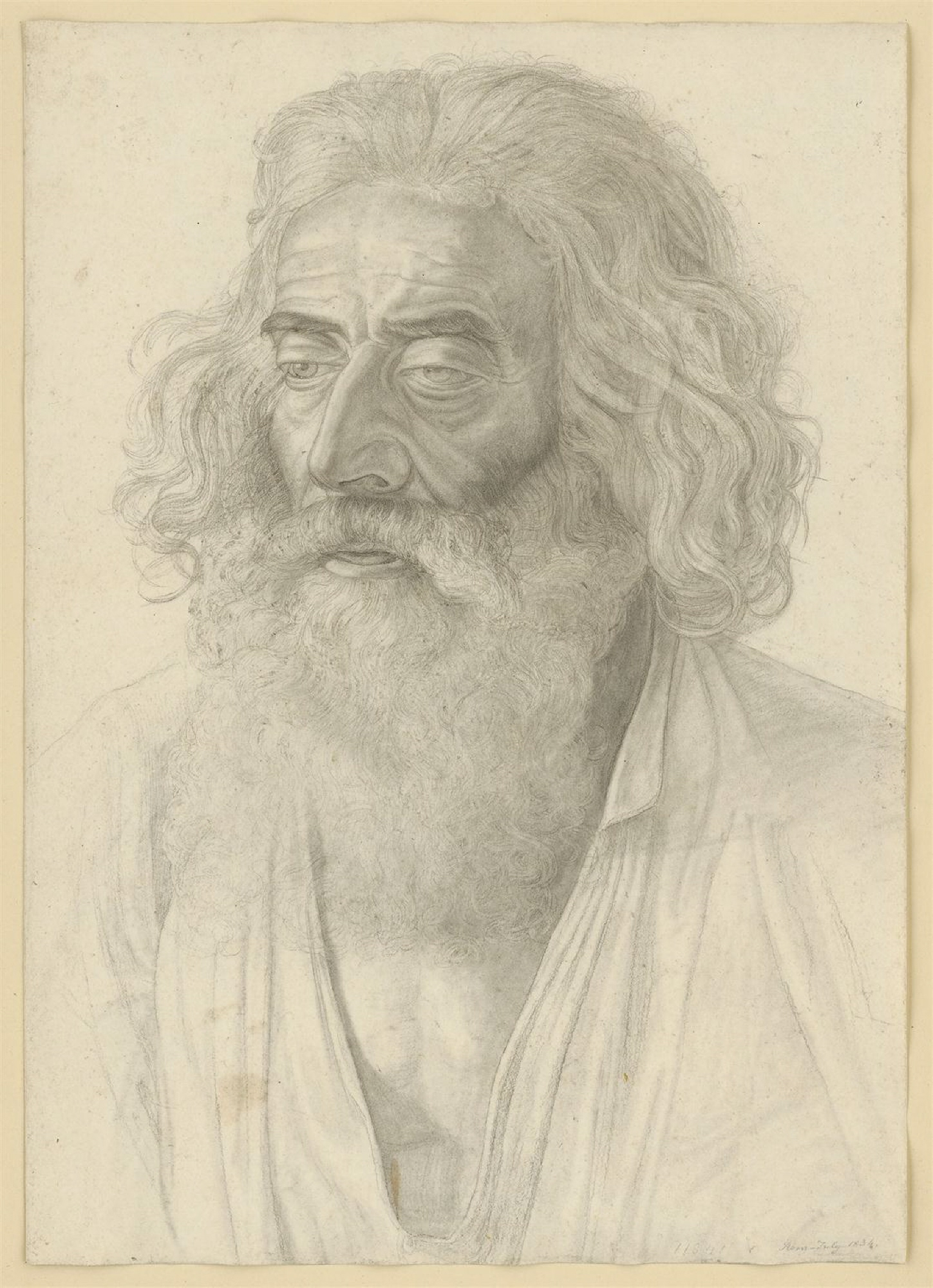
Estudio de un anciano,[10] 1834, Hamburger Kunsthalle (Hamburgo)
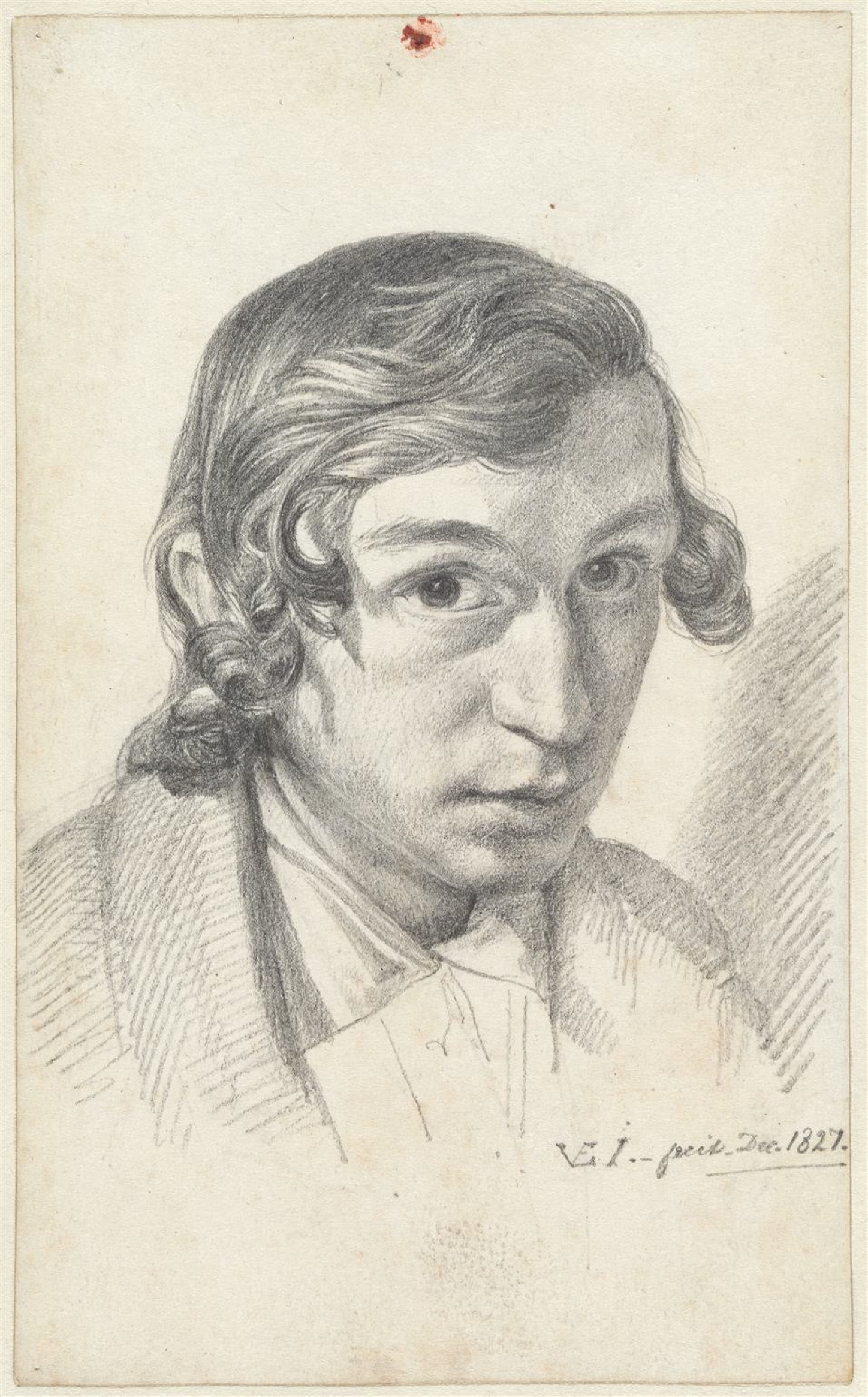
Autorretrato,[11] 1827, Hamburger Kunsthalle (Hamburgo)
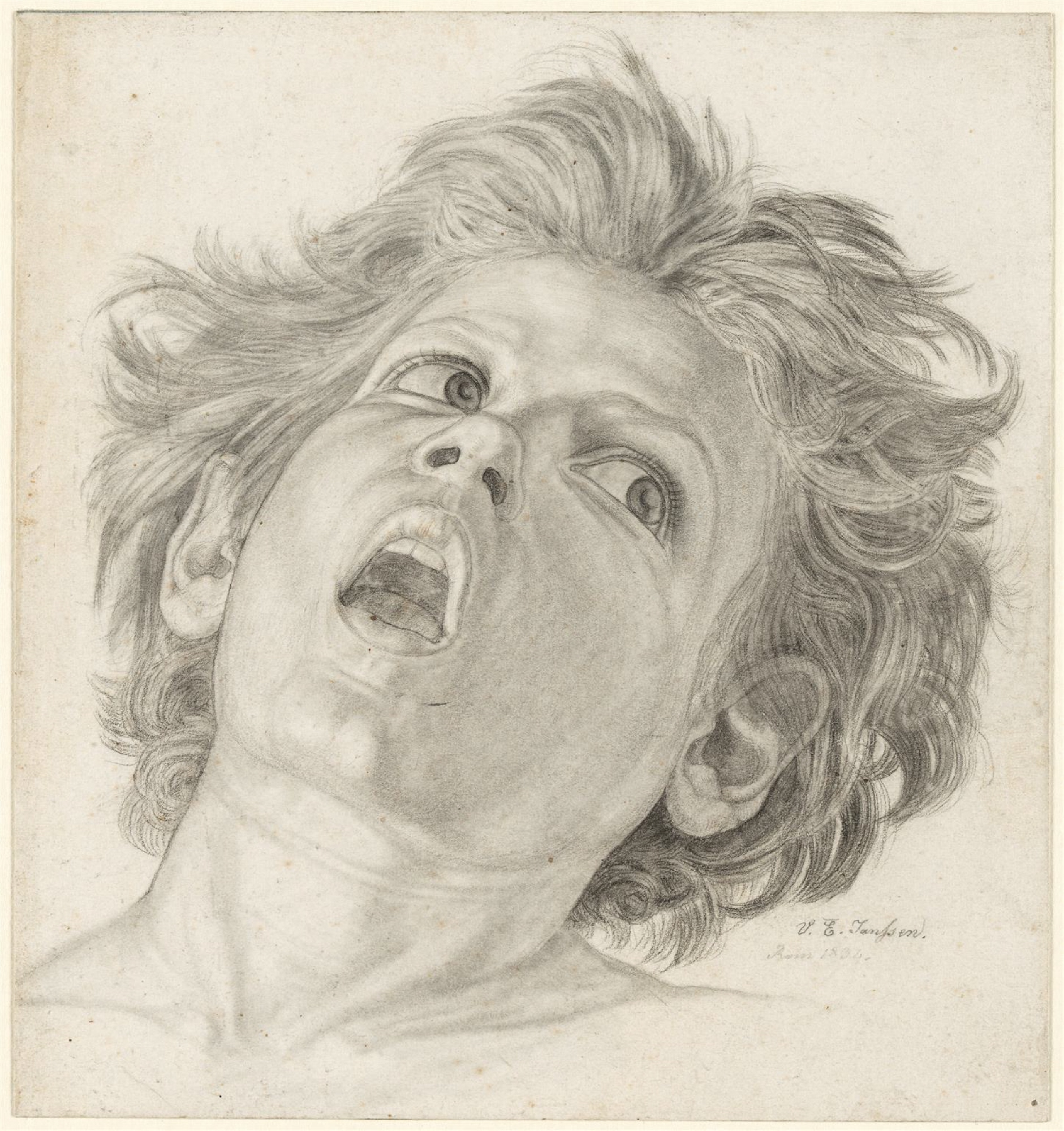
Cabeza de un niño que grita,[12] 1834, Hamburger Kunsthalle (Hamburgo)
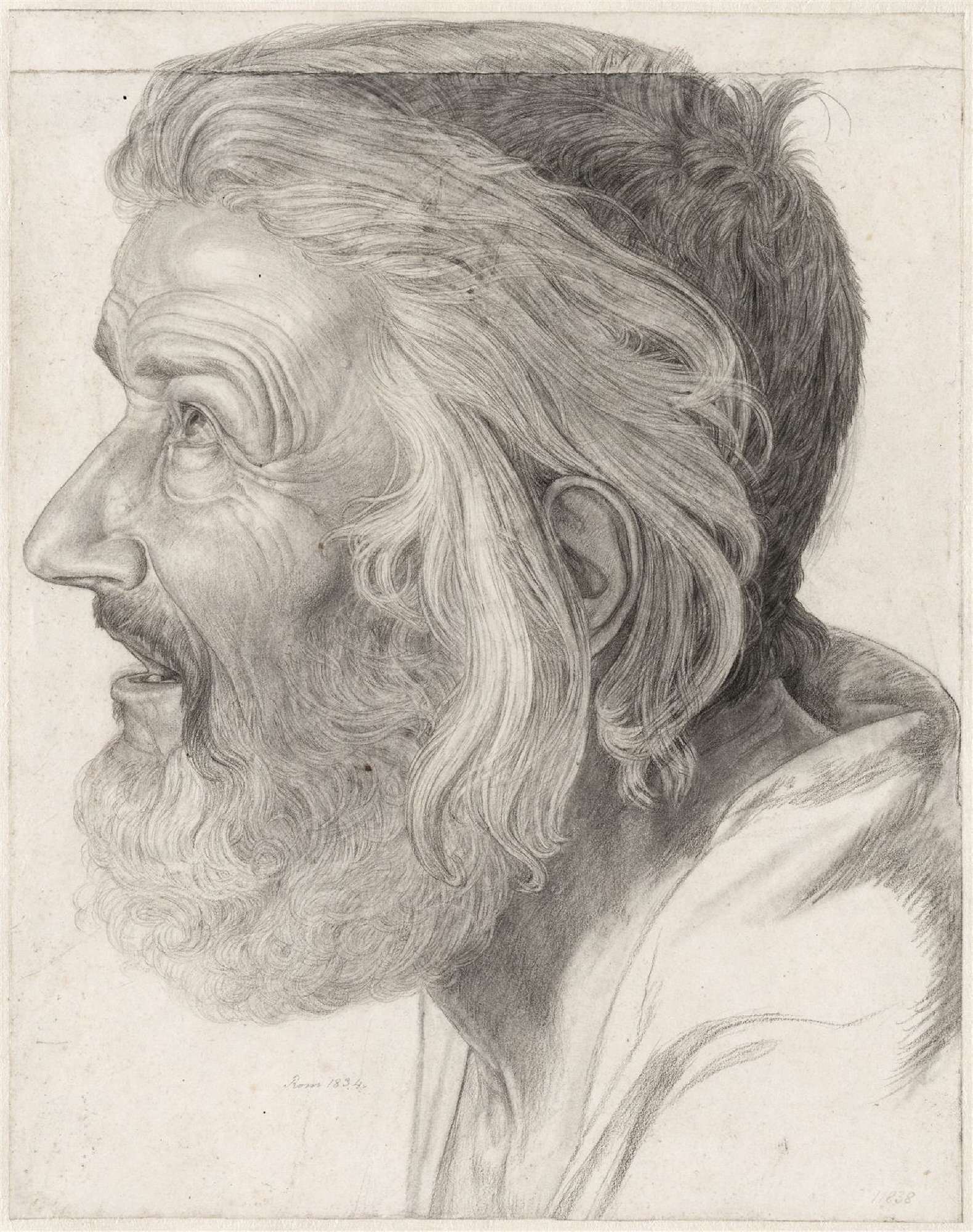
Cabeza de un anciano de perfil izquierdo,[13] 1834, Hamburger Kunsthalle (Hamburgo)
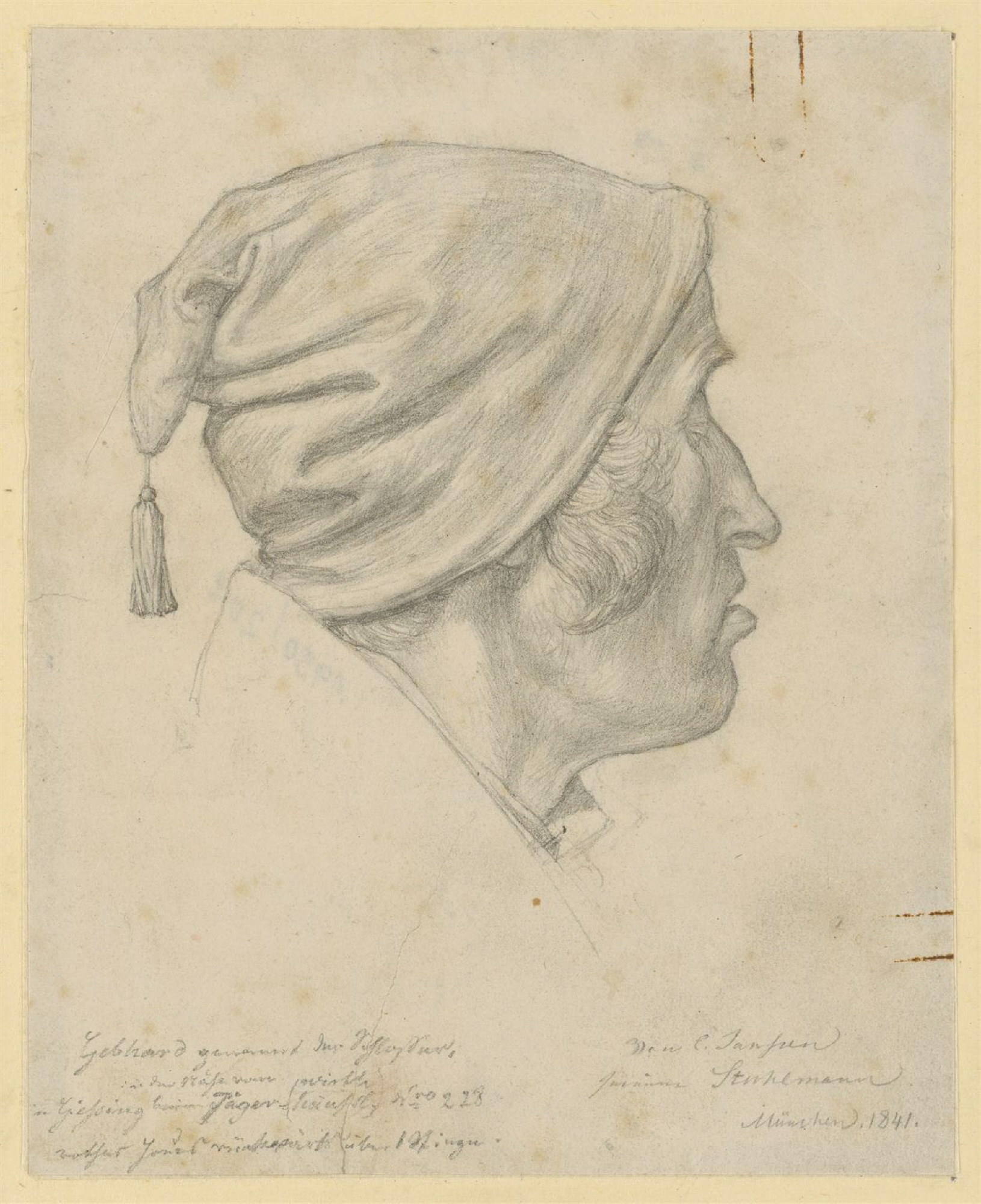
Retrato de perfil de Gebhard,[14] 1841, Hamburger Kunsthalle (Hamburgo)
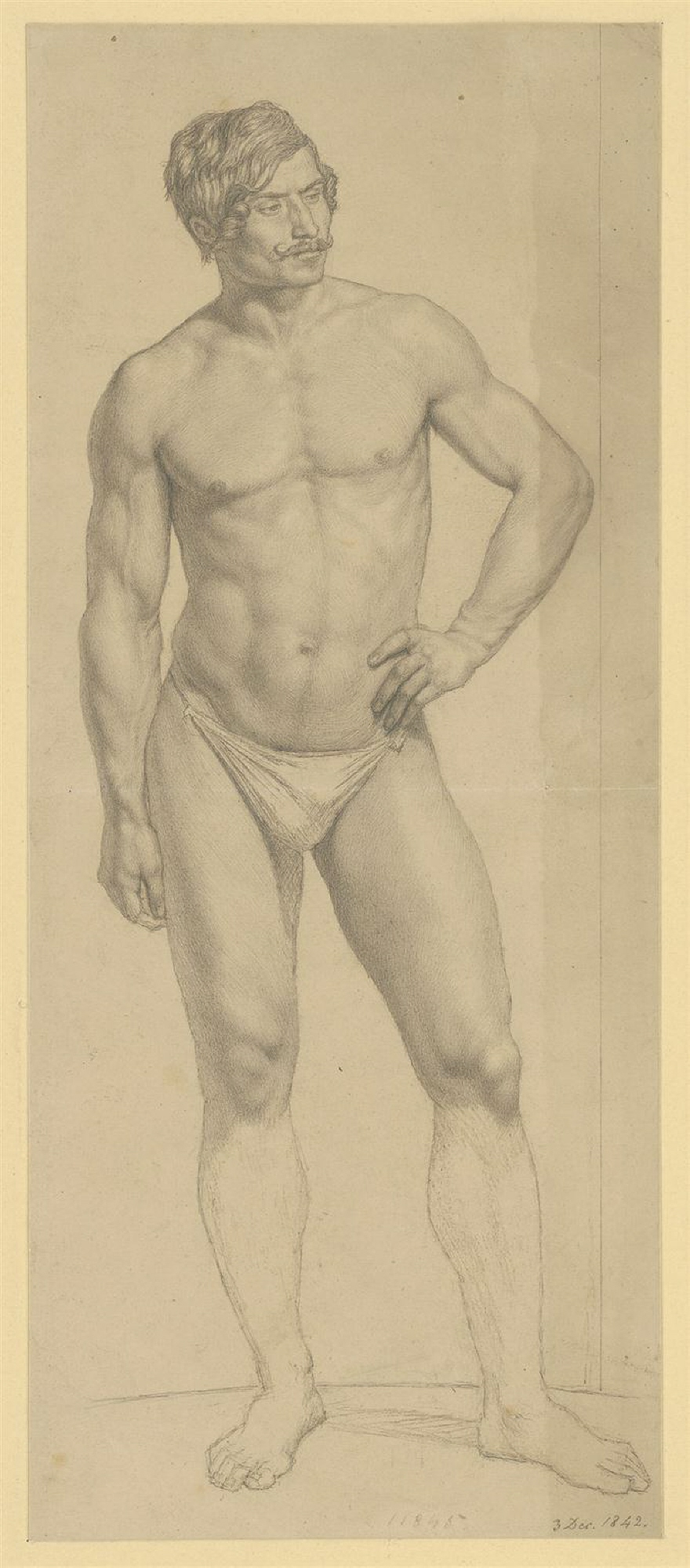
Desnudo masculino de pie,[15] 1842, Hamburger Kunsthalle (Hamburgo)
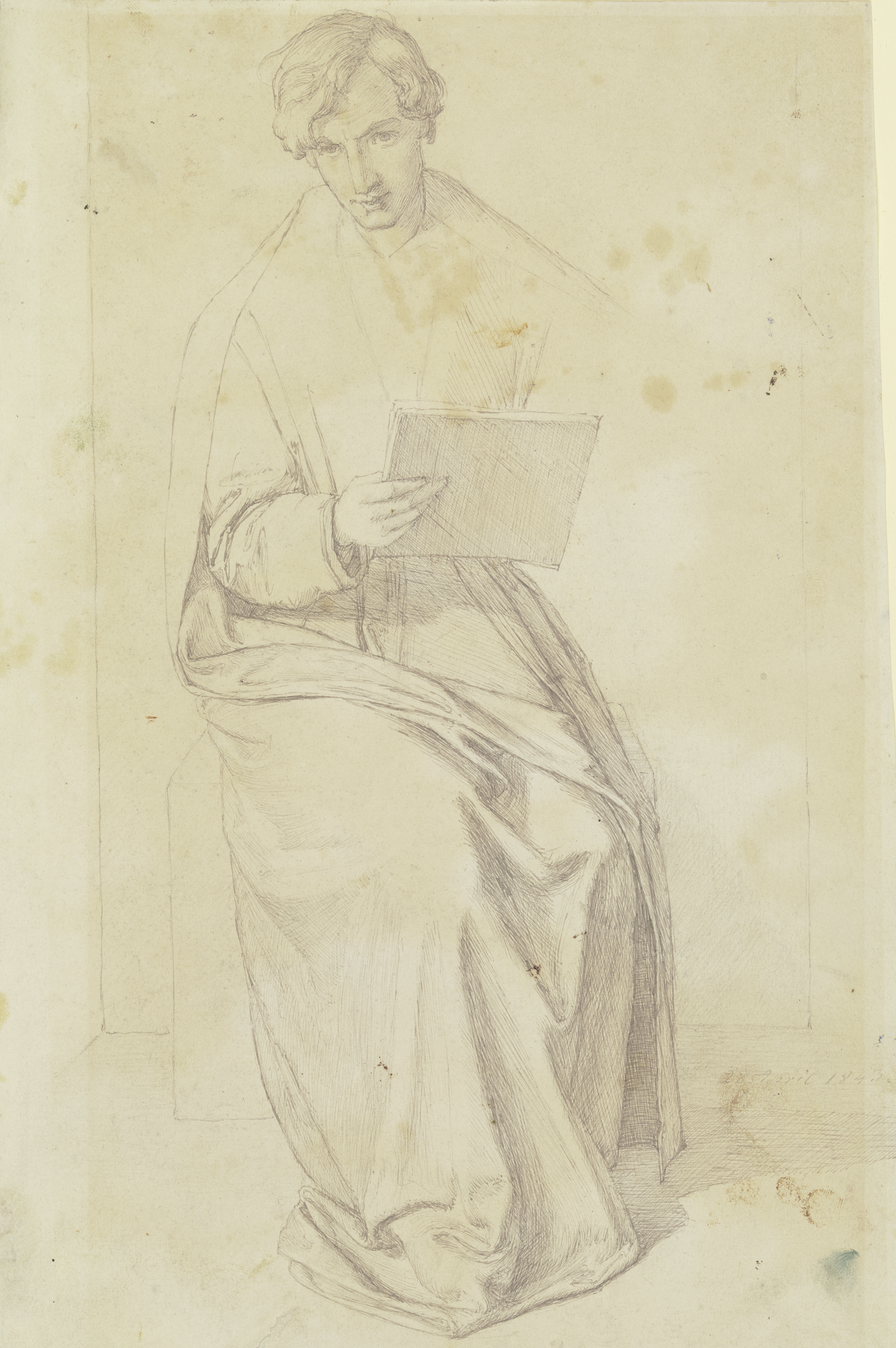
Autorretrato de cuerpo entero con una tabla de dibujo,[16] 28 de abril de 1843, Instituto de arte Städel (Fráncfort del Meno)
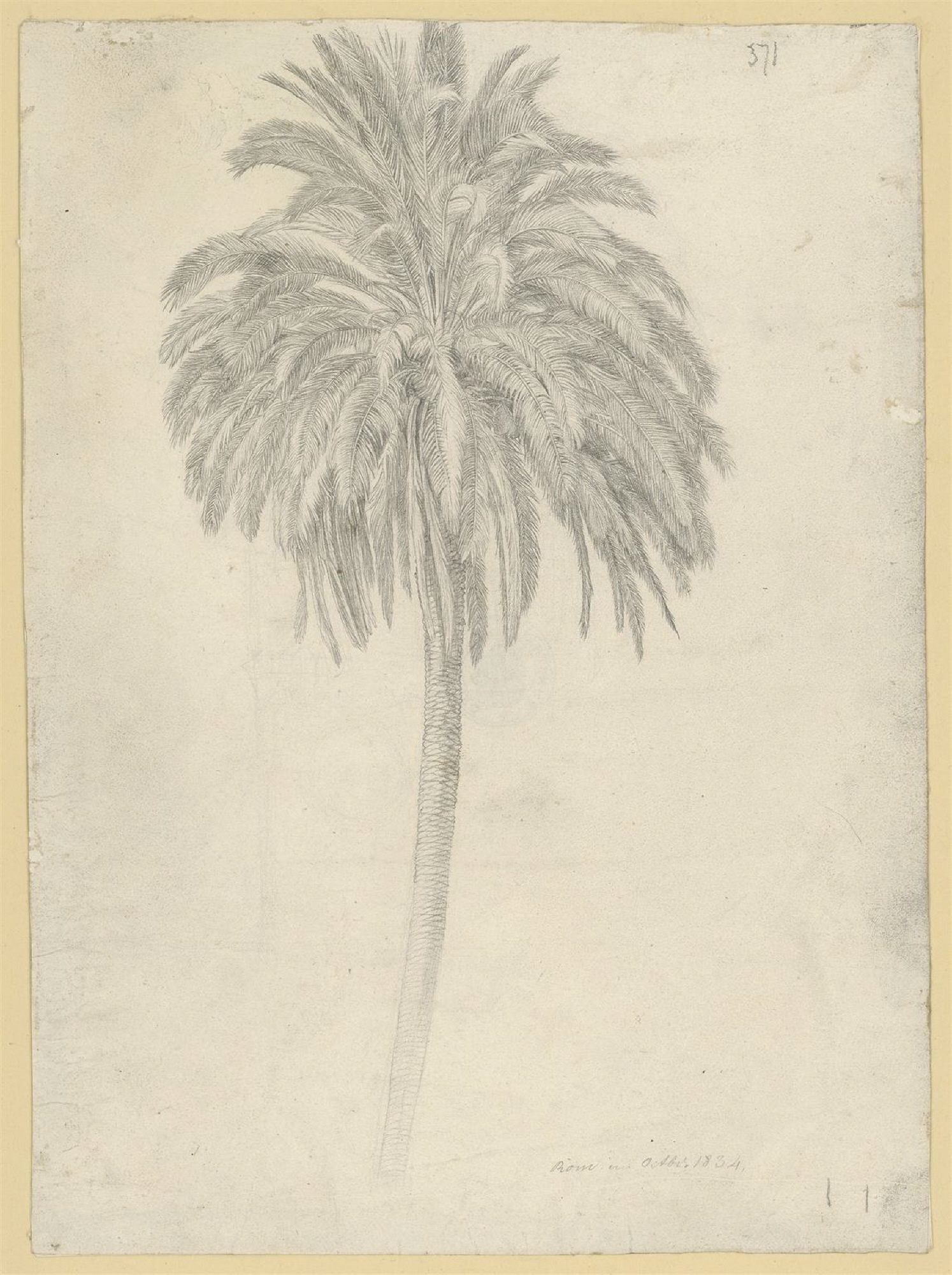
Estudio de una palmera,[17] 1834, Hamburger Kunsthalle (Hamburgo)
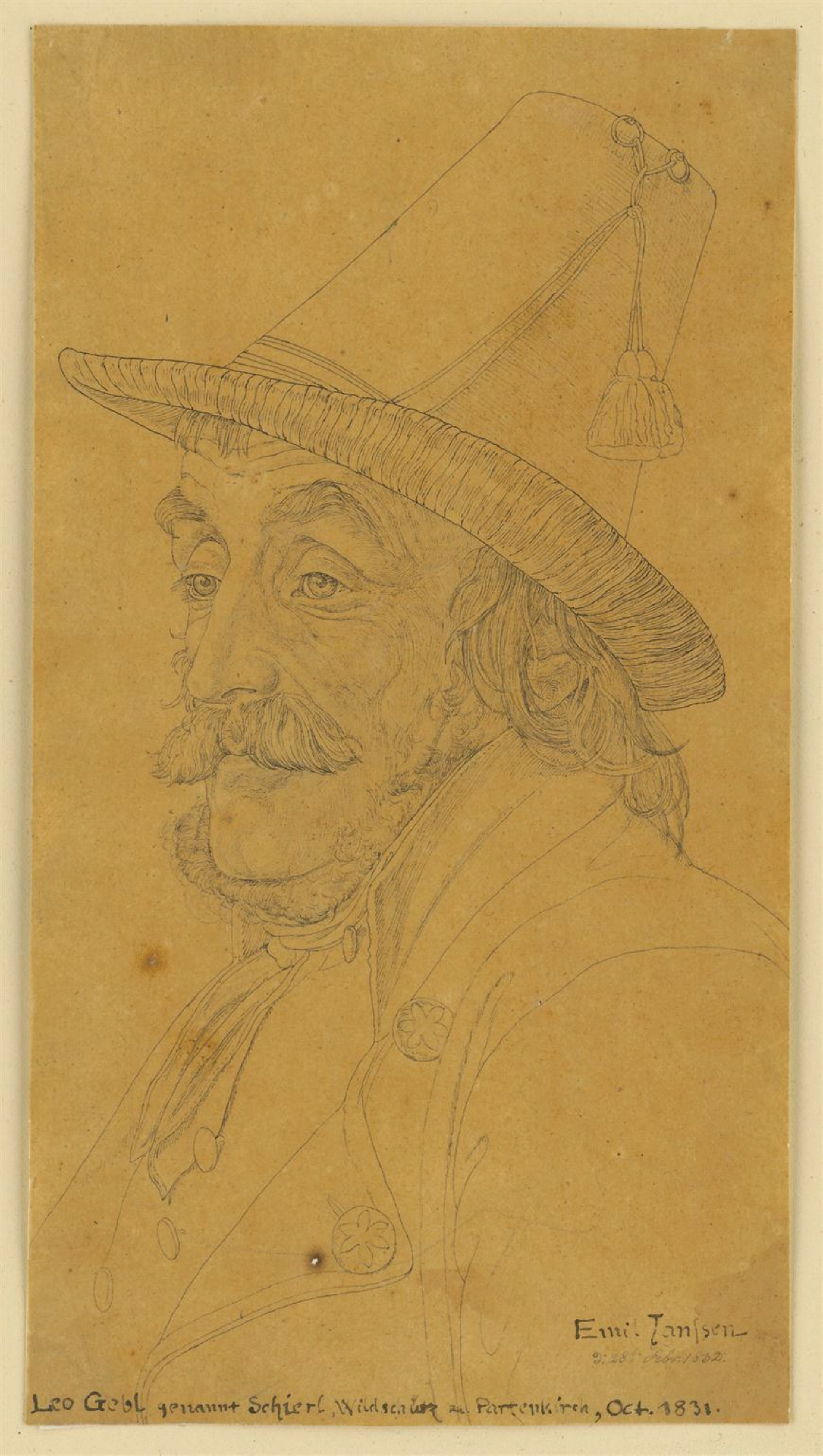
Retrato del tirador Leo Gebl,[18] 1831, Hamburger Kunsthalle (Hamburgo)
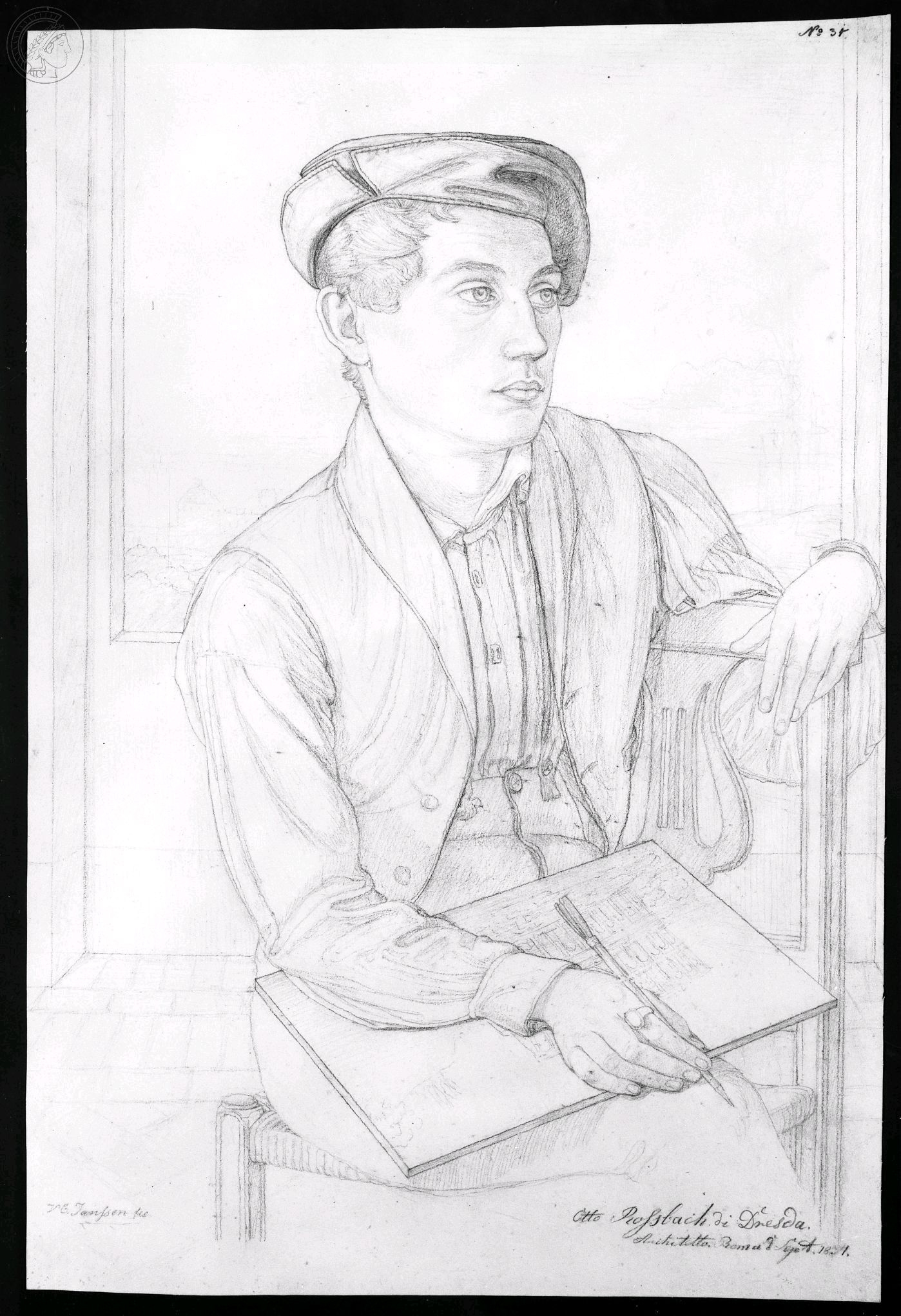
Retrato de Otto Rossbach,[19] Bibliotheca Hertziana (Roma)
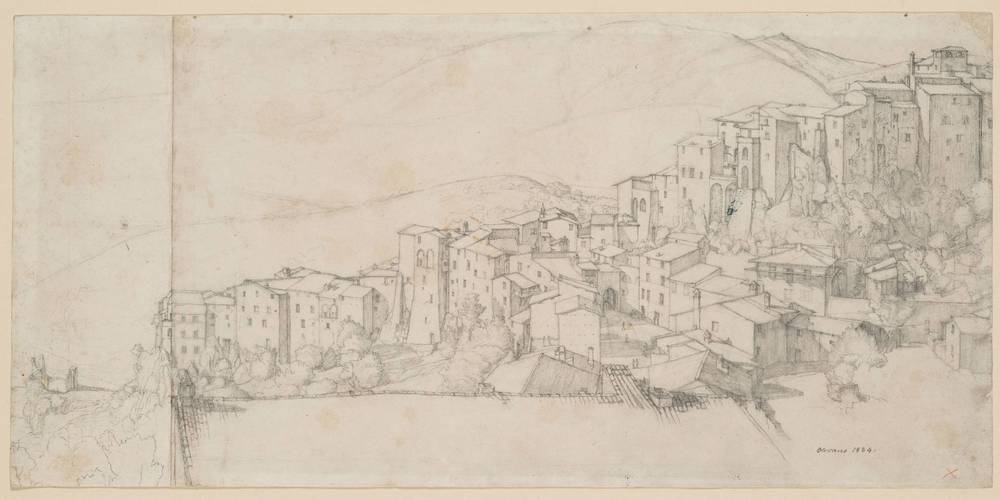
Vista de Olevano,[20] 1834, Staatliche Kunstsammlungen Dresden (Dresde)

## Janssen visto por otros artistas
Además de su propia obra artística, Janssen fue el protagonista de la de otros pintores que le retrataron en diversos momentos de su vida, entre ellos Franz Heesche, Hermann Kauffmann, Jacob Gensler o Julius Schnorr von Carolsfeld.

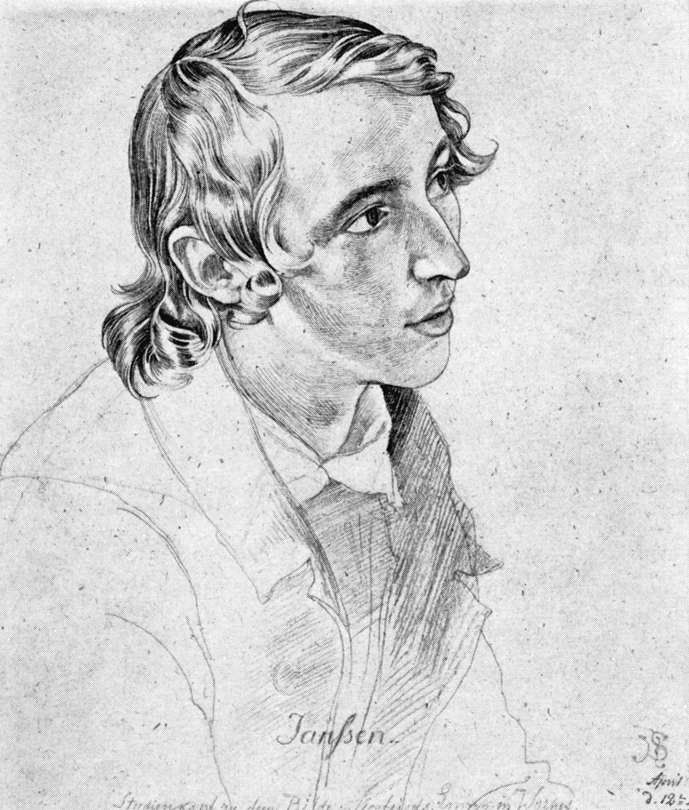
Retrato de Victor Emil Jansen,[21] por Julius Schnorr von Carolsfeld, 1831, Hamburger Kunsthalle (Hamburgo)
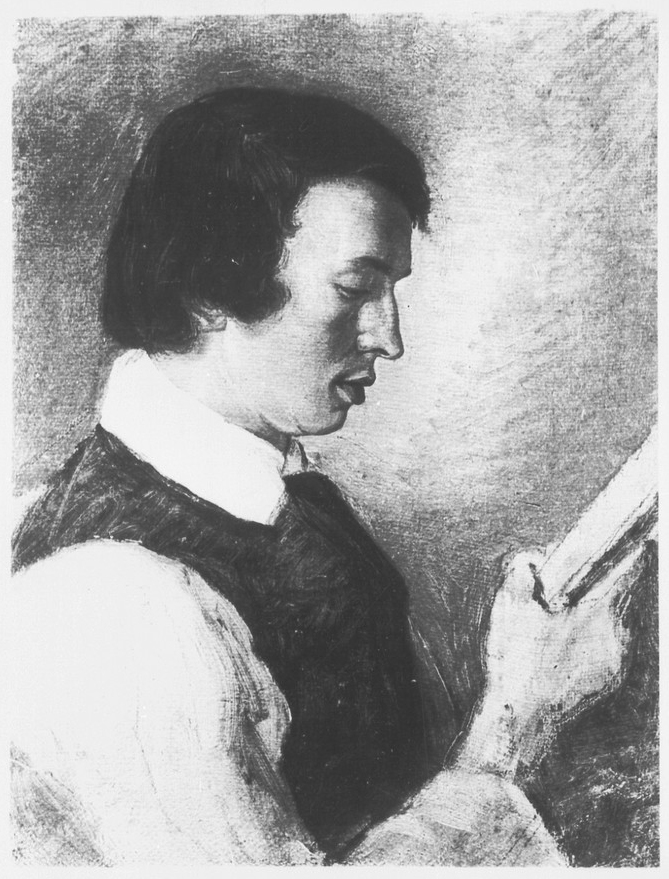
El pintor Victor Emil Janssen,[22] por Franz Heesche, 1830, Hamburger Kunsthalle (Hamburgo)
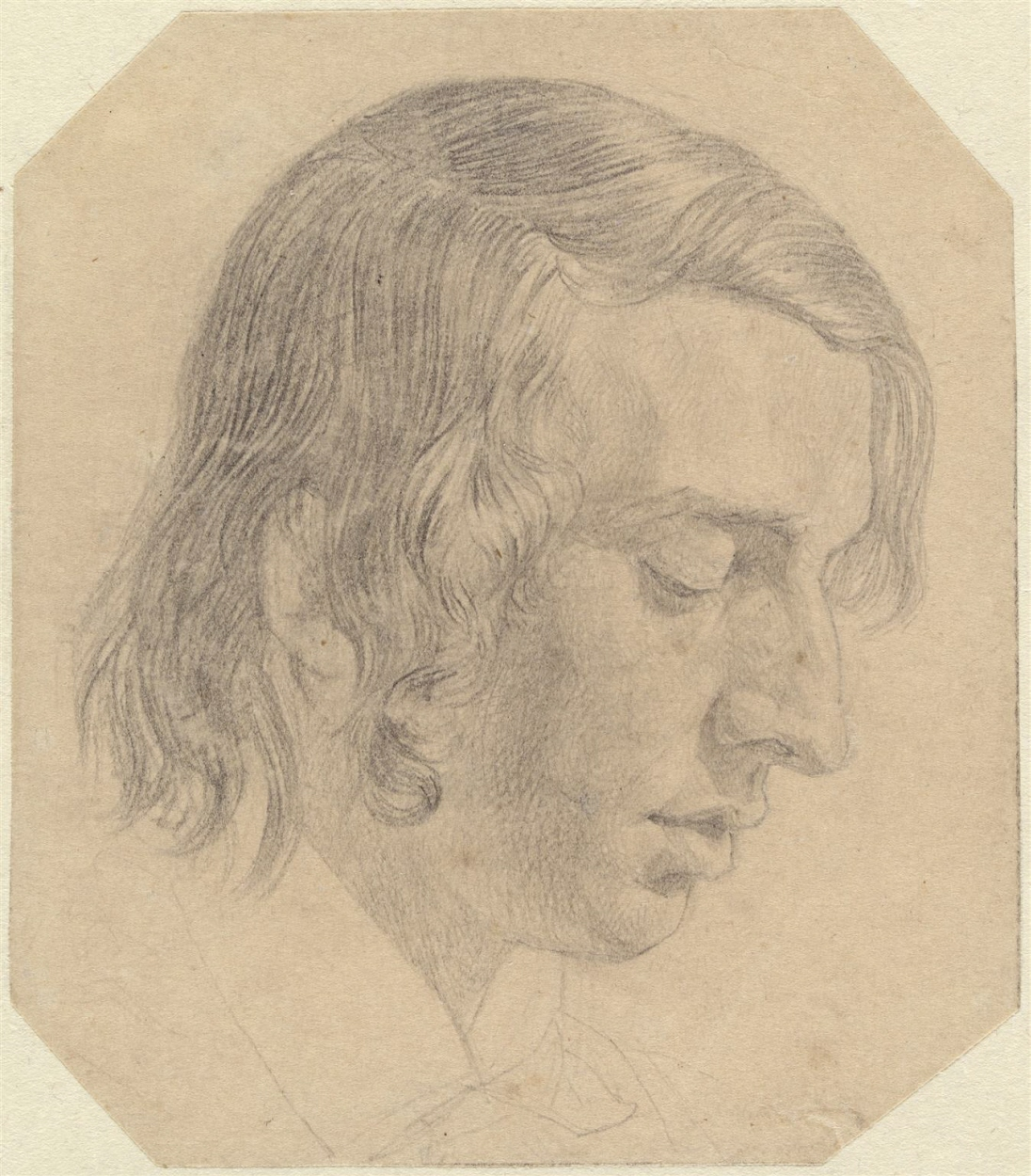
Retrato de Victor Emil Janssen de perfil derecho,[23] por Hermann Kauffmann, hacia 1829-1834, Hamburger Kunsthalle (Hamburgo)
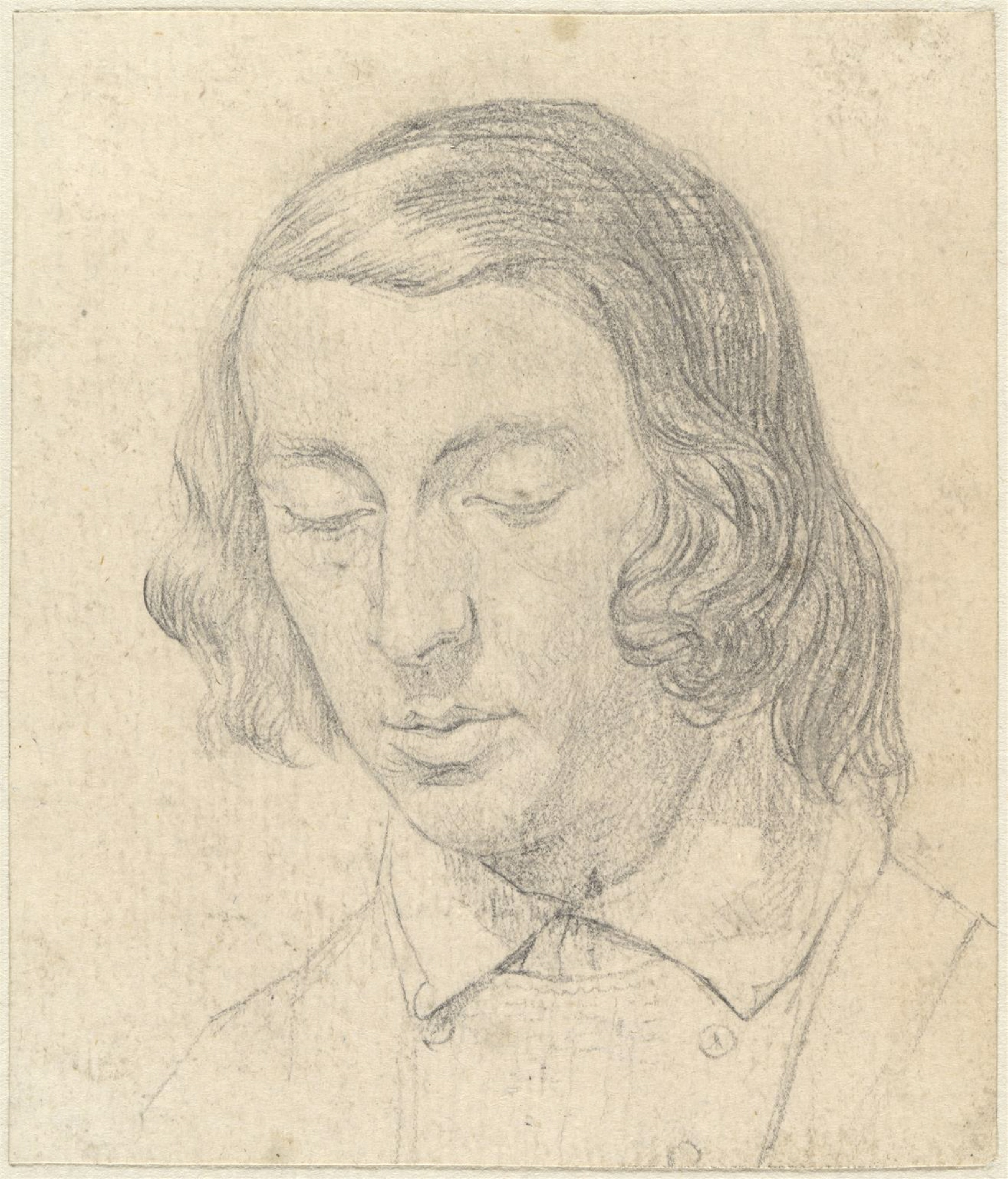
Retrato de Victor Emil Janssen,[24] por Hermann Kauffmann, hacia 1829-1834, Hamburger Kunsthalle (Hamburgo)
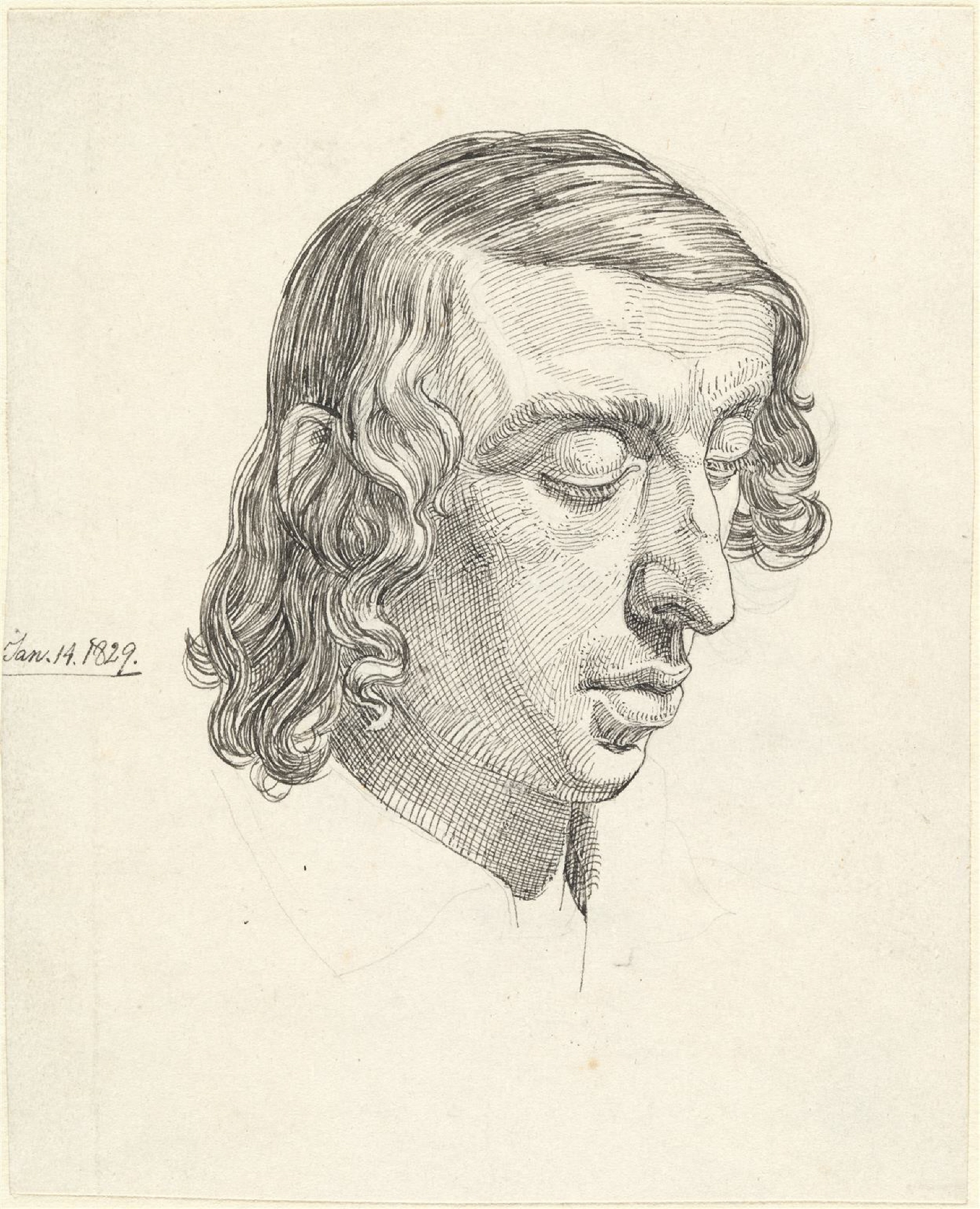
Retrato de Victor Emil Janssen,[25] por Jacob Gensler, 1829, Hamburger Kunsthalle (Hamburgo)